# Moistboyz
Moistboyz es una banda de rock estadounidense formada por Mickey Melchiondo y Guy Heller. Ambos adoptaron nombres artísticos (Mickey Moist y Dickie Moist respectivamente), al igual que en Ween, grupo del que Melchiondo es parte (y en el que usa el seudónimo Dean Ween).
El primer lanzamiento del grupo fue un EP autotitulado que se editó en 1994, y fue seguido por Moistboyz II (1996), III (2002) y Moistboyz IV (2005).
El estilo del grupo se acerca a géneros como el hardcore punk y el heavy metal, y ha sido comparado con el de artistas como ZZ Top, Judas Priest y Black Flag. Las letras del grupo han sido descritas como políticamente incorrectas, ofensivas y humorísticas, y contienen elementos de crítica social. 
El grupo actualmente toca bajo el nombre de Dickie Moist OTC, ya que Melchiondo está ocupado trabajando con Ween.

## Discografía

### EP
- Moistboyz (1994)

### Álbumes de estudio
- Moistboyz II (1996)
- III (2002)
- Moistboyz IV (2005)

### Recopilaciones
- Moistboyz I & II (2005)

### Sencillos
- "1. (Fuck No)" (2006)
- "Second Hand Smoker" (2007)

### DVD
- Live Jihad (2006)